# Spritzwand
Die Spritzwand ist im Automobilbau Teil der Karosserie und schottet die Fahrgastzelle unterhalb der Windschutzscheibe ab. Bei Wagen mit Frontmotor schließt die Spritzwand den Motorraum nach hinten ab.
Die Funktion der Spritzwand ist, Fahrtwind, Abwärme, Lärm und Spritzwasser von den Fahrgästen fernzuhalten. Bei modernen selbsttragenden Karosserien hat die Spritzwand auch aussteifende Funktion. Bei Monoposto-Rennwagen mit hinter dem Fahrer liegendem Motor wird auch der Begriff Flammschutzwand verwendet.
Spritzwände gab es schon bei Kutschen und frühen Automobilen mit Heck- oder Unterflurmotor. Hier bildet die Spritzwand den vorderen Abschluss der Karosserie. Manchmal wurde eine aufklappbare Sitzbank integriert. 

Kutsche mit Spritzwand
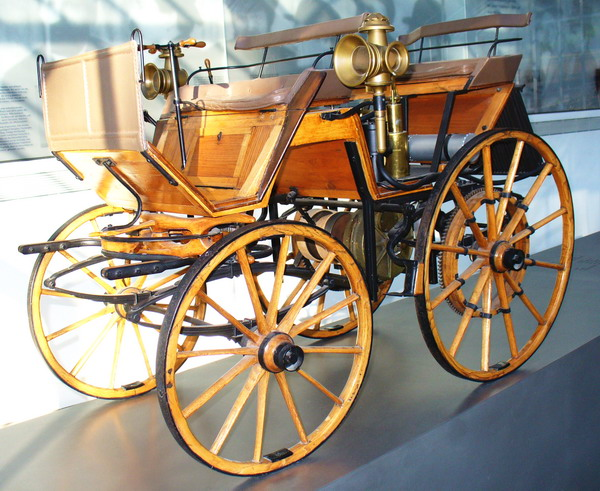
Daimler-Motorkutsche mit Spritzwand
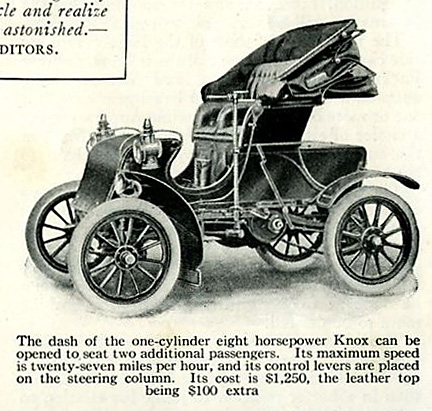
Anzeige für ein Knox Runabout (USA, 1905) mit aufklappbarem Sitz in der Spritzwand. Die Haltegriffe für die Passagiere sind gut sichtbar
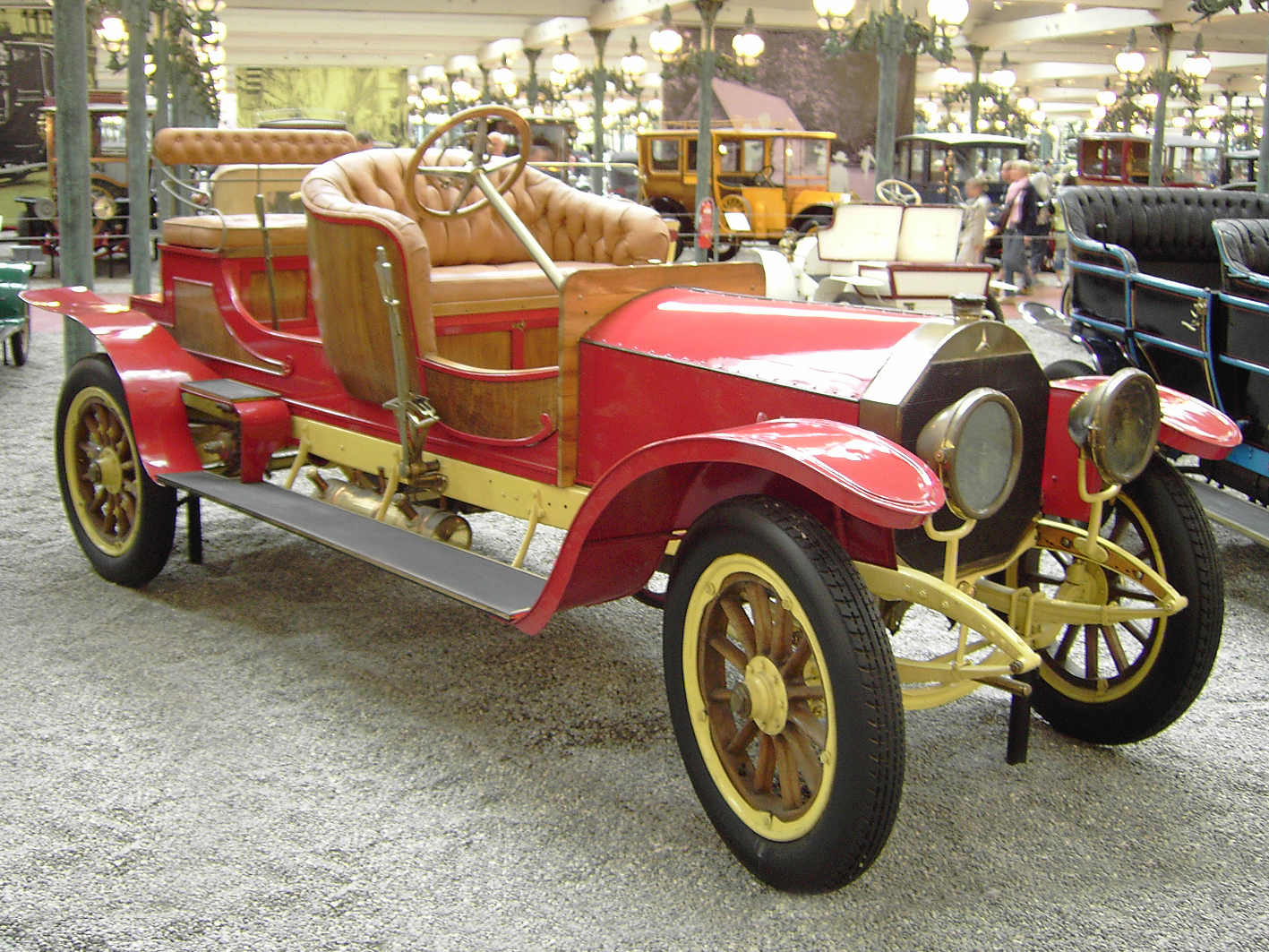
Mercedes mit sichtbarer hölzerner Spritzwand
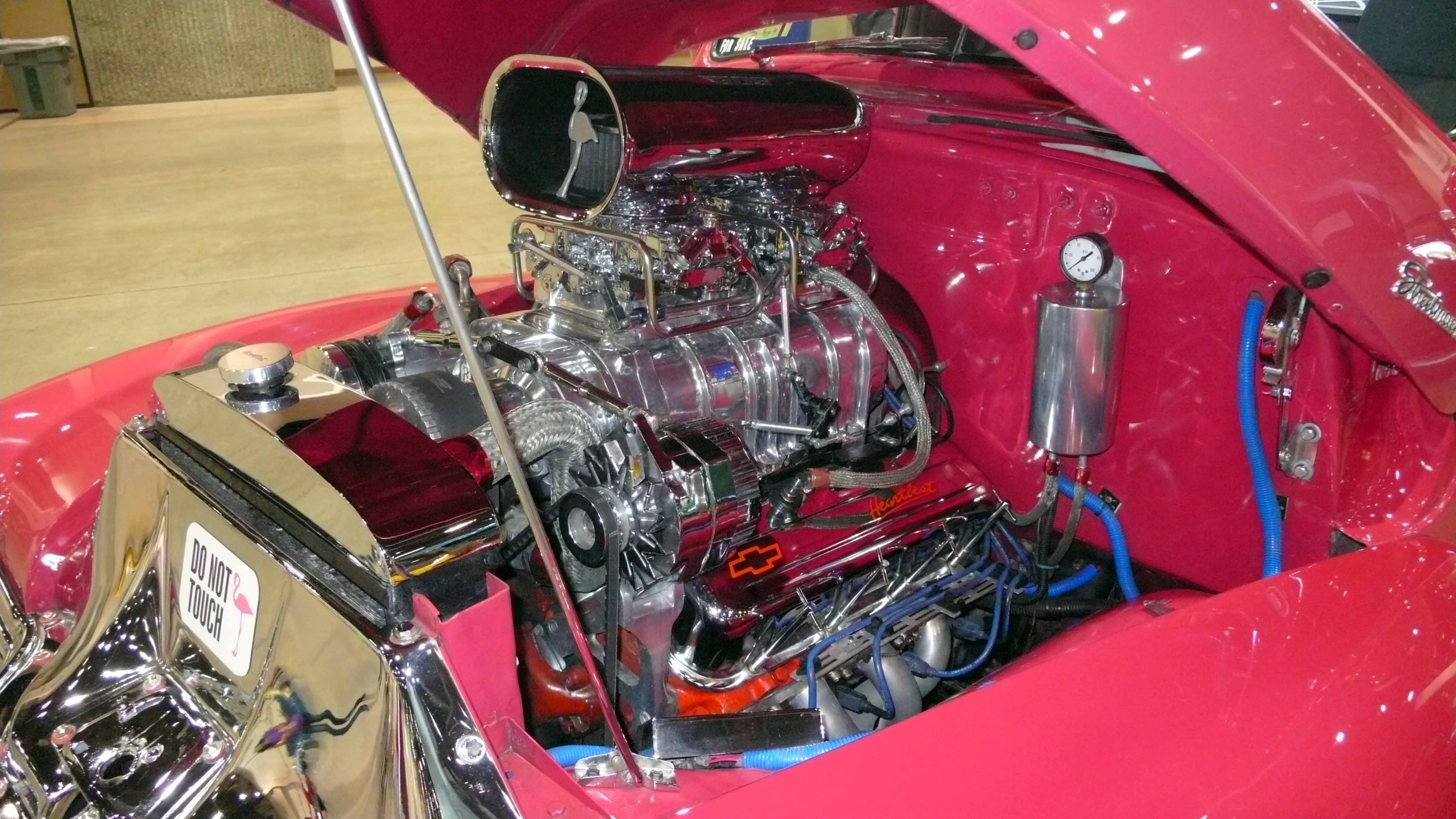
Spritzwand bei einer moderneren Autokonstruktion
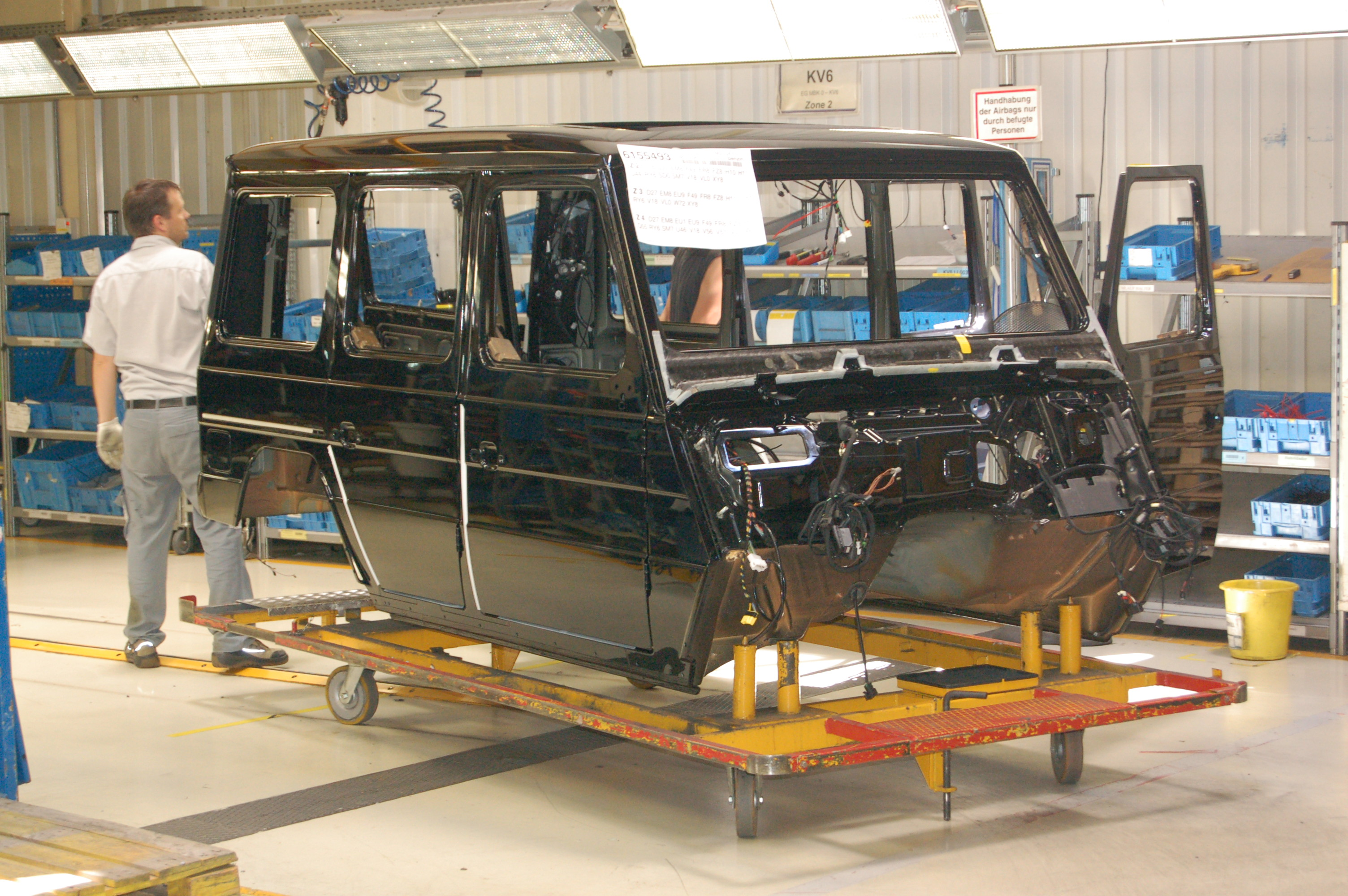
Spritzwand bei einem Mercedes, G-Klasse
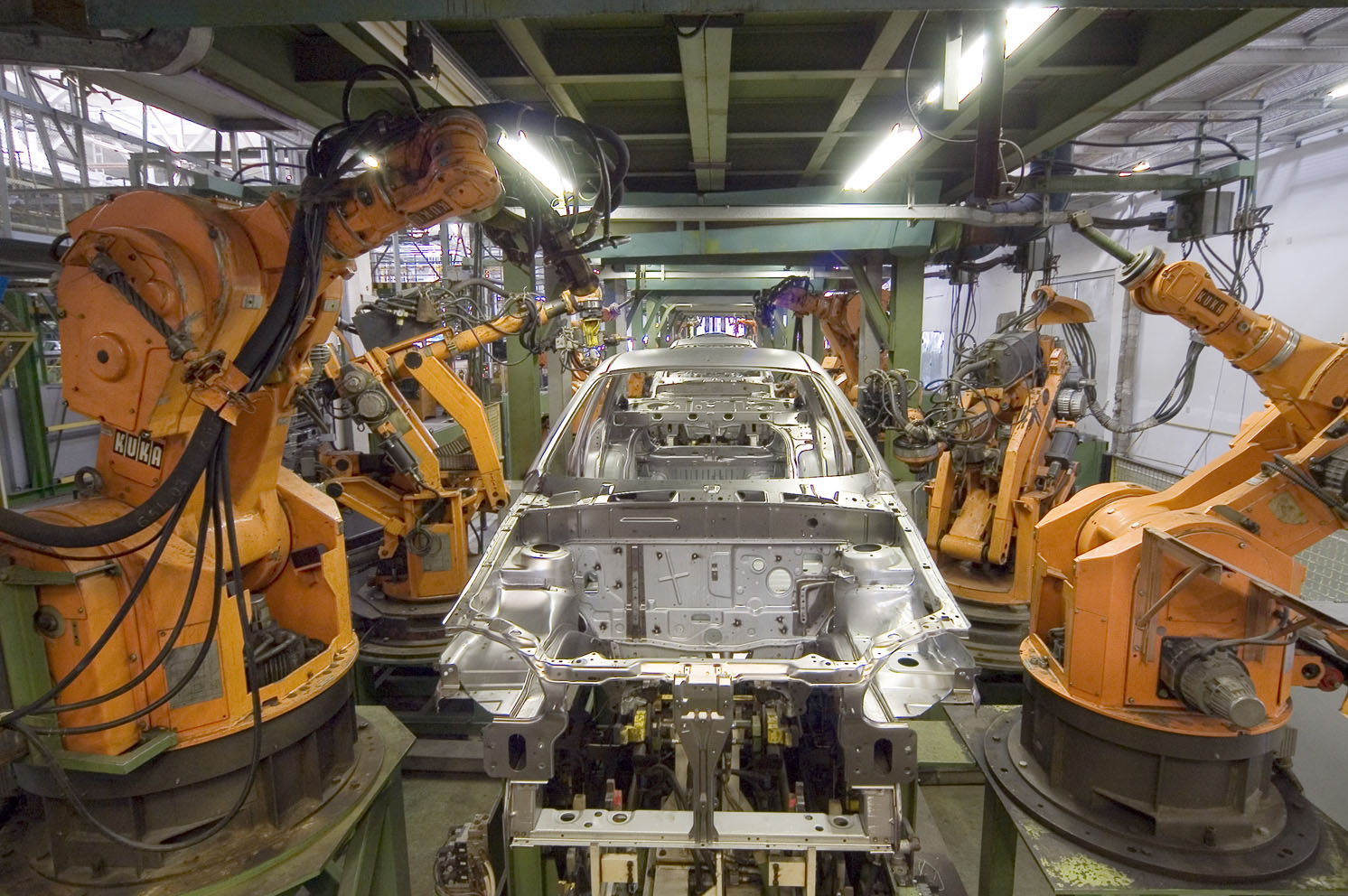
Rohkarosserie mit Spritzwand